# 1421 Esperanto
1421 Esperanto è un asteroide della fascia principale del diametro medio di circa 43,31 km. Scoperto dall'astronomo ed esperantista finlandese Yrjö Väisälä il 18 marzo 1936, dall'osservatorio di Iso-Heikkilä, a Turku, presenta un'orbita caratterizzata da un semiasse maggiore pari a 3,0917984 UA e da un'eccentricità di 0,0782017, inclinata di 9,81737° rispetto all'eclittica.
L'asteroide è dedicato alla Lingua esperanto.